# Anthocephala
Anthocephala é um gênero de aves apodiformes pertencente à família dos troquilídeos, que inclui os beija-flores. O gênero possui duas espécies que se encontram distribuídas exclusivamente na Colômbia, sendo endêmicas deste país. Anteriormente, este era considerado monotípico, com uma de suas espécies estando classificada como subespécie da espécie-tipo. As espécies representantes do gênero são, vernaculamente, denominadas como beija-flores-floridos ou colibris-floridos.

## Sistemática e taxonomia
Este gênero foi descrito originalmente em 1860, por Jean Cabanis, ornitólogo francês, e Ferdinand Heine, um colecionador de aves alemão. Originalmente, a única espécie reconhecida, porém, se encontrava no gênero Trochilus. Em 1853, o naturalista inglês John Gould descreveria o beija-flor-florido-de-santa-marta como um troquilíneo, por meio de um espécime coletado em Santa Marta, extremo noroeste da Colômbia, em uma altitude de 5000 metros acima do nível do mar, pelo negociador belga-luxemburguês Jean Linden. Alguns anos depois, antes que Cabanis e Heine classificassem-no como um lesbíineo de um novo gênero, Charles Lucien Bonaparte descreveu a espécie como integrante do gênero Adelomyia.
Etimologicamente, o nome deste gênero é derivado de dois termos gregos antigos, sendo ἄνθος, anthós, literalmente "flor"; e κεφαλή, kéfalos, significado algo como "cabeça", "cérebro". Os seguintes descritores específicos derivam, respectivamente do neolatim floris, que significa "flor", acrescido a outro termo da mesma língua, -ceps, significando "coroa", "cabeça". O nome que especifica antiga subespécie, berlepschi, se trata de uma dedicatória ao ornitólogo alemão Hans von Berlepsch.

### Espécies[5][6]
Anteriormente, o gênero era monotípico, com apenas a espécie-tipo sendo reconhecida. Em 2014, houve a publicação de um estudo filogenético molecular de Lozano-Jaramillo et al. que chegou a conclusão que ambas as subespécies diferem significativamente, tanto de modo genético quanto em seus nichos climáticos. Algum tempo depois, o South American Classification Committee e sistemas taxonômicos internacionais passaram a classificar o gênero como possuindo duas espécies, onde o beija-flor-florido-de-santa-marta detém o nome binomial original, ao que o beija-flor-florido-de-tolima é monotípico.
- Anthocephala floriceps, beija-flor-florido-de-santa-marta (Gould, 1853) — encontrado nas montanhas de Santa Marta, ao noroeste da Colômbia
- Anthocephala berlepschi, beija-flor-florido-de-tolima (Salvin, 1893) – encontrado na encosta leste dos Andes centrais da Colômbia, nos departamentos de Tolima e ao norte de Huila